# Bedotia
Bedotia Regan, 1903 é um género de peixes com espinha (Actinopterygii) da família Bedotiidae, que inclui 9 espécies todas de água doce. O género é um endemismo de Madagáscar.

## Descrição
Todas as espécies deste género apresentam menos de 10 cm de comprimento corporal padrão, com corpos alongados e comprimidos lateralmente e coloração multicolor brilhante.
São peixes exclusivamente dulçaquícolaa que ocorrem em pequenos e medianos cursos de água de áreas arborizadas e, em menor grau, nos pântanos e lagoas da vertente oriental de Madagáscar.

## Espécies
O género Bedotia inclui as seguintes espécies:
- Bedotia albomarginata Sparks & Rush, 2005
- Bedotia alveyi C. C. Jones, W. L. Smith & Sparks, 2010[3]
- Bedotia geayi Pellegrin, 1907
- Bedotia leucopteron Loiselle & D. M. Rodríguez, 2007[4]
- Bedotia longianalis Pellegrin, 1914
- Bedotia madagascariensis Regan, 1903
- Bedotia marojejy Stiassny & I. J. Harrison, 2000
- Bedotia masoala Sparks, 2001[5]
- Bedotia tricolor Pellegrin, 1932

AAdicionalmente, diversas espécies não descritas foram avaliadas pela IUCN:
- Bedotia sp. nov. 'Ankavia-Ankavanana'
- Bedotia sp. nov. 'Bemarivo'
- Bedotia sp. nov. 'Betampona'
- Bedotia sp. nov. 'Garassa'
- Bedotia sp. nov. 'Lazana'
- Bedotia sp. nov. 'Mahanara'
- Bedotia sp. nov. 'Manombo'
- Bedotia sp. nov. 'Namorona'
- Bedotia sp. nov. 'Nosivola'
- Bedotia sp. nov. 'Sambava'